# Real Automóvil Club de España
El Real Automóvil Club de España (RACE) es un club de automovilistas fundado en 1903, con el objetivo de fomentar el uso del automóvil y colaborar en la solución a los problemas que podían encontrar los conductores en ruta y en viaje. Se trata de una de las asociaciones del mundo del motor más importantes y que más ha influido en la tradición e historia del motor en España. De hecho, entre sus aportaciones, cabe destacar la organización del primer Salón del Automóvil en este país, la redacción de los primeros reglamentos de circulación, la instalación de las primeras gasolineras y puestos de socorro para automovilistas, e incluso fue el encargado de la colocación de las primeras señales de tráfico.

## Historia

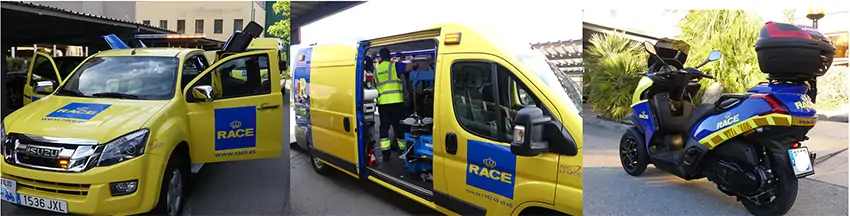
Vehículos de asistencia RACE

Constituida el 6-12-1903 y registrada en el Gobierno Civil de Madrid con el n.º 1435, solo envió la documentación correspondiente el 29-2-1904, por lo que esta es la fecha de antigüedad con la que aparece en el registro de asociaciones. En 1907 publicó un código de carreteras que estuvo vigente hasta la implantación del primer Código de Circulación en 1920, y colaboró en la organización del primer Salón Internacional del Automóvil celebrado en España. En 1910 y por una Real Orden el RACE adoptó la condición de Cámara Oficial y recibió la concesión para emitir y tramitar todos los documentos internacionales que afectasen al automóvil, competencia que mantiene hoy en día.
En 1966 se le premia con la Copa Stadium su contribución en la promoción y fomento del deporte. Diez años más tarde comenzó a prestar asistencia mecánica en ruta, servicio de red de asistencia por la que es hoy en día conocido a nivel nacional. En 1982 el Rey de España, Juan Carlos de Borbón, entregó al RACE la Medalla de oro al Mérito de la Seguridad Vial. En febrero de 1991 se constituyó la Fundación Cultural Privada del RACE para el Estudio de la Historia y Técnica del Automóvil, que cuenta actualmente con una de las mejores colecciones bibliográficas de la historia de automoción de España.
En 2011 se presentó el proyecto de modernización del Circuito del Jarama (Jarama 2021), del Grupo de Empresas y del Complejo Deportivo, dicho año fue el primero en España en lograr geolocalizar a sus socios y clientes a través de una aplicación (sin necesidad de descargársela). A partir de ahí, el Club ha ido incorporado gradualmente elementos de Machine Learning e Inteligencia Artificial, hasta digitalizar más del 65% del servicio de gestión de la asistencia. En 2017 la ONU otorgó la gestión al RACE del primer centro mundial de seguridad vial (CIFAL Madrid RACE). En 2019 la cifra de negocio de la compañía alcanzó los 167 millones de euros de facturación, actuando directamente en 8 países.

## Seguridad vial
Desde hace décadas, el RACE trabaja en la mejora de la movilidad, la seguridad y la formación vial. El desempeño de estas labores hizo que en 1982, el rey Juan Carlos I entregara al entonces presidente del club, Fernando Falcó, la Medalla de Oro al Mérito de la Seguridad Vial, una condecoración civil que tiene por objeto recompensar a entidades que hayan destacado por su actividad en favor de la seguridad en el tráfico o la circulación.
Entre las áreas de trabajo del RACE cabe destacar la formación que se realiza a empresas para la mejora de los desplazamientos de sus empleados tanto in itinere como en misión; los estudios en colaboración con los diferentes clubes europeos sobre diversos aspectos de la seguridad; los informes sobre los sistemas de seguridad infantil; las acciones itinerantes en Educación Vial, o los trabajos en colaboración con clubes y organizaciones latinoamericanas (gracias a la pertenencia del RACE a la Región IV de la FIA), etc.
Asimismo, el RACE trabaja de forma muy estrecha con la Dirección General de Tráfico (DGT), con organismos públicos y con entidades privadas con las que realiza múltiples trabajos con los que, posteriormente, se desarrollan campañas de prevención como la fatiga y la conducción, la prevención de riesgos laborales, el desplazamiento con animales de compañía, campañas sobre la importancia de un correcto mantenimiento de los neumáticos, o estudios sobre la visión y conducción. Todos estos estudios e informes se publican habitualmente en www.race.es.
El RACE también centra su labor en la mejora de las infraestructuras y en las condiciones de la vía, llevando a cabo para ello análisis y programas informativos de circulación en túneles, dentro del programa europeo - EuroTAP, o analizando el riesgo en el programa EuroRAP, elaborando mapas de siniestralidad que pueden contribuir a que los usuarios puedan elegir el trayecto más seguro hasta el lugar de destino. Los resultados de estos programas, realizados junto a los automóviles club europeos pertenecientes a la FIA, son presentados a los medios de comunicación.
Por todo ello, el RACE es una de las voces autorizadas, no sólo en nuestro país, sino también fuera de nuestras fronteras, en relación con la movilidad y la seguridad vial. Prueba de ello es el encargo que le hizo la ONU en noviembre de 2017, bajo el acuerdo firmado en Ginebra por el presidente del RACE, Carmelo Sanz, junto al subsecretario de la ONU, Nikhil Seith, de crear y gestionar el primer y único centro en todo el mundo de formación de líderes en seguridad vial: el centro CIFAL Madrid RACE.

## Vínculos internacionales
El RACE forma parte de la red de asistencia continental ARC Europe, del que fue uno de sus ocho fundadores. En la actualidad, ARC presta asistencia a más de 34 millones de vehículos, con una flota de más de 33 600 vehículos, atiende 40 millones de llamadas telefónicas totales, realiza más de 13 millones de asistencias y repara in situ más del 80 % de los casos.
A nivel institucional, el RACE pertenece a importantes grupos automovilísticos como la Global Mobility Alliance (GMA) o la Federación Internacional del Automóvil (FIA), de la que participó de su fundación, y que es una de las asociaciones mundiales del motor más importantes, tanto desde el punto de vista deportivo como de la movilidad y la seguridad vial, y que representa a más de 100 millones de automovilistas en todo el mundo.
Como miembro fundador, el RACE ha tenido presencia en esta organización durante todos los años desde su creación; si bien es en la actualidad cuando recupera el protagonismo en el seno de la organización. De hecho, 2017 fue una de las fechas clave en la relación entre ambas organizaciones, pues es cuando la Asamblea General de la FIA elige al RACE como miembro del World Council for Automobile Mobility and Tourism (WCAMT). Además, y como prueba de la vocación internacional del RACE y de la relación cada vez más estrecha entre ambos, la FIA encargó al club centenario la organización en Madrid de su Consejo Mundial, el órgano máximo de gestión, que congrega a los principales representantes de los automóviles club mundiales.
Por otra parte, el RACE también forma parte de la Alianza Internacional de Turismo (AIT), como miembro de pleno derecho; y en noviembre de 2019, el director general, Jorge F. Delgado, es nombrado consejero de la mayor empresa independiente rusa de asistencia en carretera.

## Circuito del Jarama - RACE
El Real Automóvil Club de España es el propietario del Circuito del Jarama - RACE, instalación ubicada en San Sebastián de los Reyes (Madrid), donde compagina sus actividades como centro de convenciones con otras más de ocio y deporte.
Durante los más de 50 años de historia desde su inauguración, el Circuito del Jarama-RACE ha acogido pruebas de motor, tanto de primer nivel, como la Fórmula 1, Moto GP o GP Camiones, como otro tipo de pruebas menores, ya sean las copas monomarca, las carreras del Campeonato RACE de Turismos y Motociclismo, o los eventos deportivo-familiares como el Jarama Vintage o el Jarama Classic. 

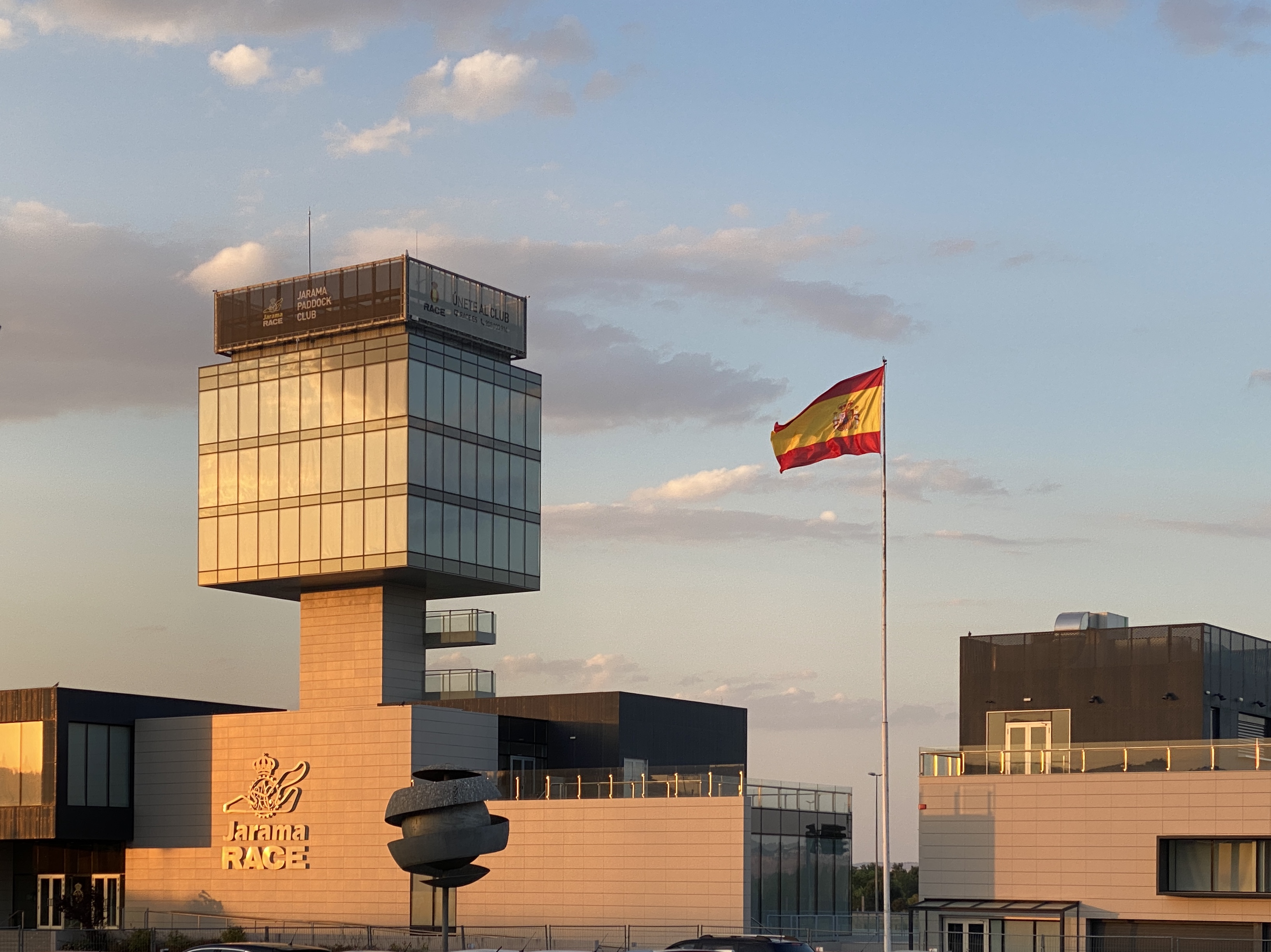

El Circuito del Jarama-RACE es además un gran centro de formación, pues es la sede también de la Escuela RACE de Conducción, con un edificio donde se imparte, principalmente, la formación teórica, y con dos pistas especiales de suelo deslizante y otra para la conducción todo terreno, para la parte más práctica de los cursos, sin dejar de lado la propia pista principal.
Recientemente, las instalaciones del Circuito del Jarama han experimentado una importante modernización tras la ejecución del Proyecto Jarama 2021, convirtiéndose en el Jarama Paddock Club. Un centro de convenciones donde fabricantes de automóviles y empresas de todos los sectores empresariales celebran reuniones, eventos o presentaciones en las diferentes ubicaciones con las que cuenta actualmente el Jarama.
Un conjunto de salas multiusos conforman el primer edificio, donde la antigua torre de control, modernizada, sigue ejerciendo de icono de la instalación. A continuación, la antigua sala de prensa, con seis boxes en la parte inferior totalmente modernizados, y un nuevo edificio contiguo, finalizado en mayo de 2020, con unos boxes de seis metros de altura para acoger eventos de vehículos pesados, conforman este nuevo complejo empresarial, deportivo y de ocio.

## Presidencia
Presidentes del RACE a lo largo de su historia:
- Duque de Arión.[3]
- Manuel Falcó, Duque de Montellano, 1951-1965.[4]
- José María de Areilza, Conde de Motrico 1965-1970.[4]
- Francisco Moreno y de Herrera, 1970-1976.
- Fernando Falcó, Marqués de Cubas 1976-2002
- Juan Luis Huidobro, 2002-2007
- Javier Gullón, 2007-2009[5]
- Ramón García Moliner, 2009-2011[6]
- Carmelo Sanz de Barros, 2011- Actualidad[7]